# John Steinbeck

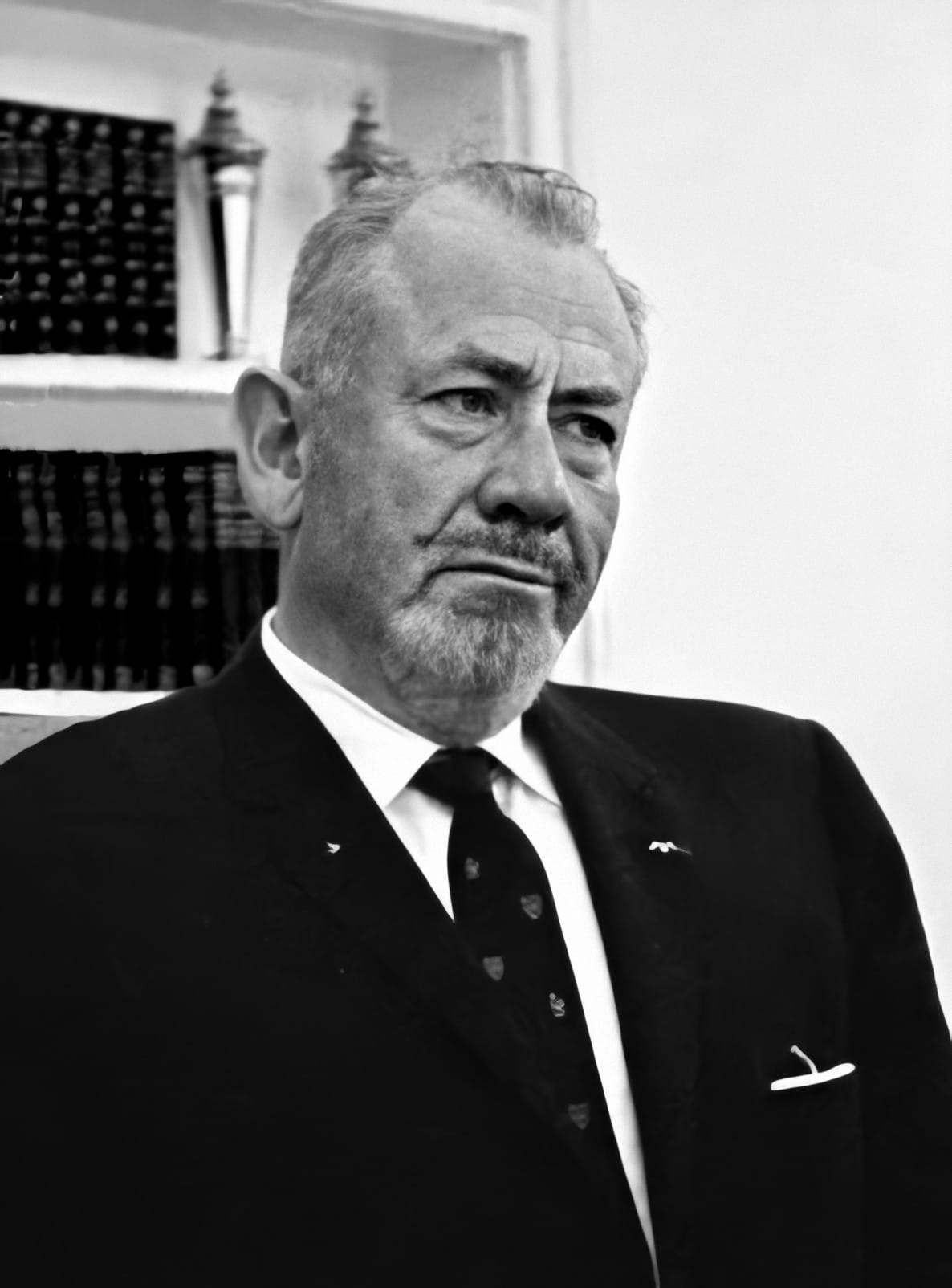
John Steinbeck (1966)

John Ernst Steinbeck III. (* 27. Februar 1902 in Salinas, Kalifornien; † 20. Dezember 1968 in New York City) war ein US-amerikanischer Schriftsteller. Er ist einer der meistgelesenen Autoren des 20. Jahrhunderts und hat zahlreiche Romane, Kurzgeschichten, Novellen und Drehbücher verfasst. Zeitweilig arbeitete er als Journalist und war 1943 Kriegsberichterstatter im Zweiten Weltkrieg. 1940 erhielt er den Pulitzer-Preis für seinen Roman Früchte des Zorns und 1962 den Nobelpreis für Literatur.

## Leben

### Herkunft und Jugend

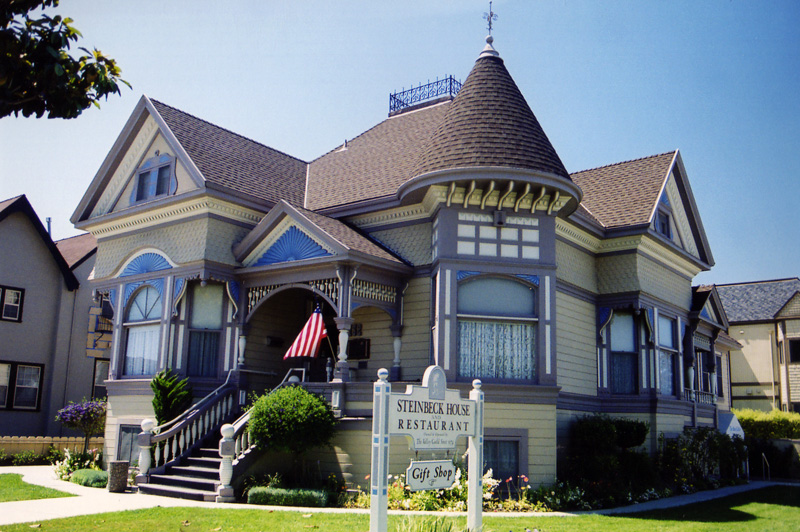
132 Central Avenue in Salinas, hier verbrachte Steinbeck seine Kindheit.

Steinbeck wurde 1902 in Kalifornien geboren. Drei seiner Großeltern waren Einwanderer aus Europa. Sein Großvater väterlicherseits war der Tischler Johann Adolph Großsteinbeck (* 27. November 1832; † 10. August 1913 in Hollister), der seinen Namen in Amerika zu Steinbeck verkürzte. Er stammte aus Heiligenhaus bei Düsseldorf.
Am 1. Juli 1854 heiratete er in Palästina die amerikanische Missionarstochter Almira Anne Dickson (* 2. Okt. 1828; † 1. März 1923). Beide gehörten zu Familien, die dort seit 1854 in der evangelikal-messianischen Siedlung „Mount Hope“ lebten. Nachdem benachbarte Araber im Januar 1858 Johann Adolphs Bruder ermordet sowie dessen Frau und Schwiegermutter vergewaltigt hatten, wanderten er und seine Frau in die USA aus.
Dort lebte die Familie zunächst in Massachusetts, später in Florida und – nachdem er im Bürgerkrieg aus der Armee der Konföderierten desertiert war – in Kalifornien. Dort ließ er sich als Milchfarmer nieder. Das abenteuerliche und unstete Leben Johann Adolphs inspirierte seinen Enkel später zur Figur des Adam Trask in Jenseits von Eden, auch weitere Figuren dieses Werks könnten die Palästina-Erfahrungen seiner Großeltern väterlicherseits widerspiegeln.
Seinen Großeltern mütterlicherseits setzte er in diesem Roman ebenfalls ein literarisches Denkmal: dem aus Ballykelly in Nordirland stammenden Samuel Hamilton und seiner Frau Elizabeth Fagen. Die beiden betrieben eine Farm bei King City. Jenseits von Eden spielt, wie die meisten seiner Romane und Erzählungen, in der heute Steinbeck Country genannten Gegend um Salinas und Monterey, rund 150 Kilometer südlich von San Francisco. In Salinas wuchsen John Steinbeck und seine beiden Schwestern auf.
Ihre Eltern waren John Ernst Steinbeck II. und die Lehrerin Olive Hamilton. Der Vater hatte zunächst eine Mühle geleitet, die 1910 in Insolvenz ging, wodurch die Familie zeitweilig in finanzielle Schwierigkeiten geriet. Als Buchhalter einer Zuckerfabrik und schließlich als Kämmerer des Monterey County kam John Ernst Steinbeck wieder zu bescheidenem Wohlstand und nahm in Salinas eine respektierte Stellung ein.
John Steinbeck zeigte schon als Schüler ein ausgeprägtes Interesse an Literatur und begann, selbst Geschichten zu schreiben. 1919 bewarb er sich erfolgreich um ein Studium an der angesehenen Stanford University und belegte dort Kurse in Englischer Literatur, Klassischer Literatur und Alter Geschichte, Journalismus und anderen Fächern, die ihm für eine Karriere als Schriftsteller nützlich erschienen. Dazu gehörte auch einer über das Verfassen von Kurzgeschichten, der als einer der ersten Kurse für kreatives Schreiben an amerikanischen Universitäten gelten kann.
Die Aufnahme an eine private Elitehochschule, die den sozialen Aufstieg zu garantieren schien, weckte bei ihm und seinen Eltern zunächst hohe Erwartungen. Bald zeigte sich Steinbeck jedoch vom akademischen Leben enttäuscht und vertiefte sich auf eigene Faust in umfangreiche Lektüre. Während der Semesterferien arbeitete er über immer längere Zeiträume auf Farmen, Baustellen, Fabriken und in anderen Branchen. 1924 verließ er Stanford endgültig ohne Abschluss. Das Studium war für ihn und sein Werk weit weniger prägend als die Gelegenheitsjobs, mit denen er es finanziert hatte. Denn in diesen hatte er das Milieu der Menschen kennengelernt, die später im Zentrum vieler seiner Werke standen.

### Literarische Anfänge
1925 ging Steinbeck als Journalist und freier Schriftsteller nach New York City, fand dort aber wenig Anklang. Daher kehrte er bald nach Kalifornien zurück, wo er erneut von Gelegenheitsarbeiten lebte. 1929 veröffentlichte er seinen ersten Roman: Cup of Gold (dt. Eine Handvoll Gold), eine Lebensbeschreibung des englischen Freibeuters Henry Morgan. Doch dieses wie Das Tal des Himmels (1932) und auch die beiden folgenden Werke blieben von der Kritik nahezu unbeachtet. Steinbeck und seine erste Frau, Carol Henning, die er 1930 geheiratet hatte, lebten damals in finanziell bedrängten Verhältnissen abwechselnd in San Francisco, in Eagle Rock bei Los Angeles und im Ferienhaus seiner Eltern in Pacific Grove bei Monterey.
Einen ersten Erfolg erlebte Steinbeck 1935 mit dem episodischen Roman Tortilla Flat, in dem er das Leben einer Clique von bettelarmen, aber lebenslustigen Hispanics nach dem Vorbild der mythischen Tafelrunde von König Artus schildert.

### Der Autor des New Deal

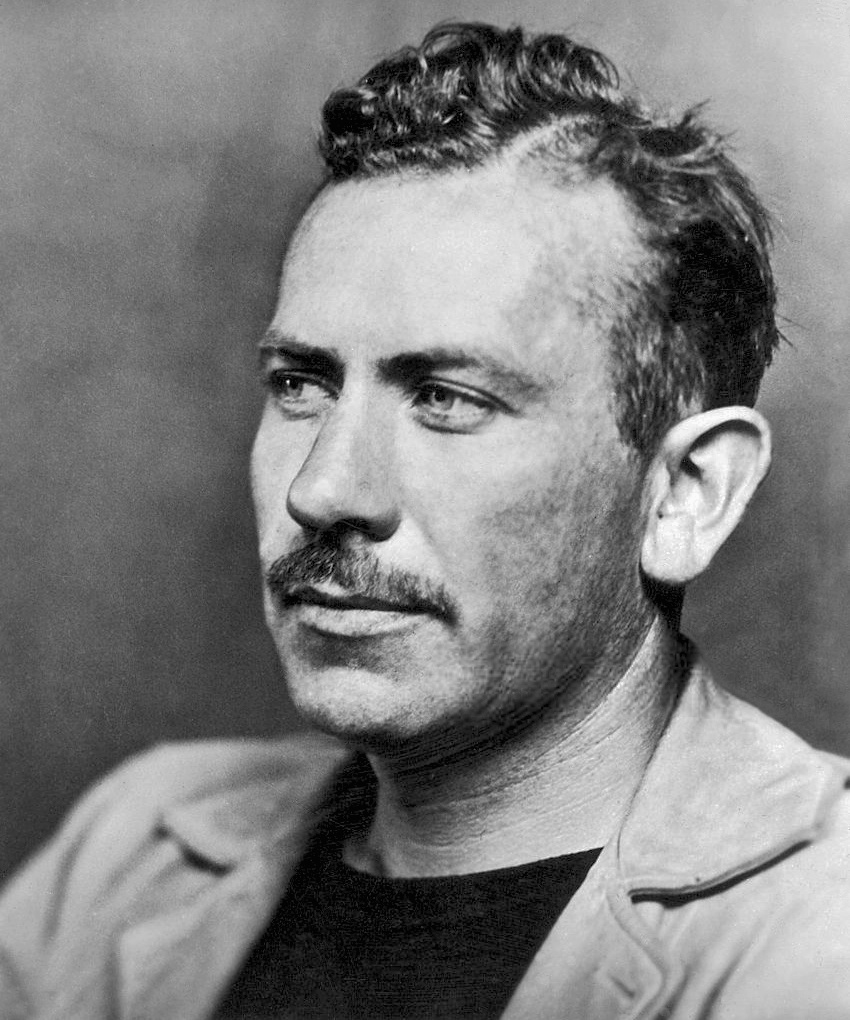
Steinbeck im Jahr 1939

Nach der Veröffentlichung seines Romans In Dubious Battle (dt. Stürmische Ernte), der einen Landarbeiterstreik zum Thema hat, nahm Steinbeck 1936 den Auftrag der Zeitung San Francisco News an, eine Artikelserie über entwurzelte Wanderarbeiter aus der „Dust Bowl“, den Dürregebieten des mittleren Westens der USA, zu schreiben. Scharen von „Okies“, völlig verarmten, ehemaligen Farmern aus Oklahoma, zogen damals auf der Suche nach Jobs nach Kalifornien. Die Erfahrungen, die Steinbeck bei den Recherchen zu diesem Thema sammelte, gingen in seine beiden Werke ein, die Kritik und Publikum bis heute am stärksten beeindrucken: die Novelle Of Mice and Men von 1937 (dt. Von Mäusen und Menschen) und der sozialkritische Roman The Grapes of Wrath von 1939 (dt. Früchte des Zorns).
Dieser Roman, ein Bestseller, der sich bereits bis Anfang 1940 430.000 Mal verkaufte und den John Ford kurz darauf verfilmte, wurde in konservativen Kreisen als klassenkämpferisch abgelehnt und in Kalifornien sogar zeitweise verboten. Dabei verstand sich Steinbeck nie als linientreuer Sozialist, obwohl er starke Sympathien für die politische Linke hegte und 1937 ein erstes Mal die Sowjetunion besucht hatte. Er war ein überzeugter Anhänger der Politik des New Deal von Präsident Franklin D. Roosevelt, der Steinbeck in den nächsten Jahren zweimal zu sich ins Weiße Haus einlud. Trotz aller Anfeindungen brachte Früchte des Zorns seinem Autor 1940 den renommierten Pulitzer-Preis ein. Aufgrund seiner realistischen Schilderung des Elends der Wanderarbeiter gilt das Buch bis heute nicht nur als großes literarisches Werk, als Great American Novel, sondern auch als erstrangige historische Quelle. 1939 wurde Steinbeck in die American Academy of Arts and Letters gewählt.

### Im Zweiten Weltkrieg
Spätestens nach dem japanischen Angriff auf Pearl Harbor am 7. Dezember 1941 und dem Kriegseintritt Amerikas fühlte sich Steinbeck verpflichtet, den Kampf gegen das nationalsozialistische Deutschland auf seine Weise zu unterstützen. So folgte er bereitwillig einer Einladung des neu gegründeten „Foreign Information Service“ (F.I.S.) in Washington, D.C. (der u. a. die Propaganda koordinieren sollte und bereits die Schriftsteller Thornton Wilder und Robert E. Sherwood zur Mitarbeit gewonnen hatte), ein für Propagandazwecke geeignetes Projekt zu entwickeln – woraus dann 1942 das Theaterstück The Moon Is Down (dt. Der Mond ging unter) wurde, ein plakatives Propagandastück. Zum Roman verarbeitet, erschien das Werk 1943 in der Schweiz. Im Untergrund gedruckte und verbreitete Übersetzungen in etlichen von den Nationalsozialisten besetzten Ländern Europas verfehlten nicht ihre Wirkung.
Zur selben Zeit kam es in Steinbecks Privatleben zu einer Ehekrise. 1941 hatte er in Hollywood, wo er an der Verfilmung von Früchte des Zorns mitwirkte, die zwanzigjährige Sängerin Gwendolyn „Gwyn“ Conger kennengelernt und eine Affäre mit ihr begonnen, die schließlich zur Trennung von Carol führte. Anfang 1943 zog er mit Gwyn nach New York, und im März heirateten sie. Schon bald kam es jedoch zu einer ersten Krise zwischen den beiden, woraufhin sich Steinbeck als Kriegsreporter bei der New York Herald Tribune anstellen ließ, um nach Europa geschickt zu werden. Zuvor aber schrieb er noch ein Drehbuch für einen Film über die Ausbildung amerikanischer Bomberpiloten (Bombs Away: The Story of a Bomber Team) sowie für Alfred Hitchcock den ersten Drehbuchentwurf zu dem Kriegsdrama Lifeboat (dt. Das Rettungsboot), das die 20th Century Fox dann 1944 in einer von Steinbeck stark kritisierten Fassung in die Kinos brachte. Von Juni bis Oktober 1943 war Steinbeck als Kriegsberichterstatter im Zweiten Weltkrieg tätig. Er erlebte die Landung der Alliierten in Italien mit und schrieb darüber Reportagen sowie seine Tagebuchnotizen unter dem Titel Once there was a War (dt. An den Pforten der Hölle). Ebenso einfühlsam wie zuvor die Arbeitermilieus schilderte Steinbeck nun das Alltagsleben der Soldaten – nicht als Heldengeschichte, sondern als den verzweifelten Versuch, in ständiger Gefahr zu überleben.

### Nach dem Krieg

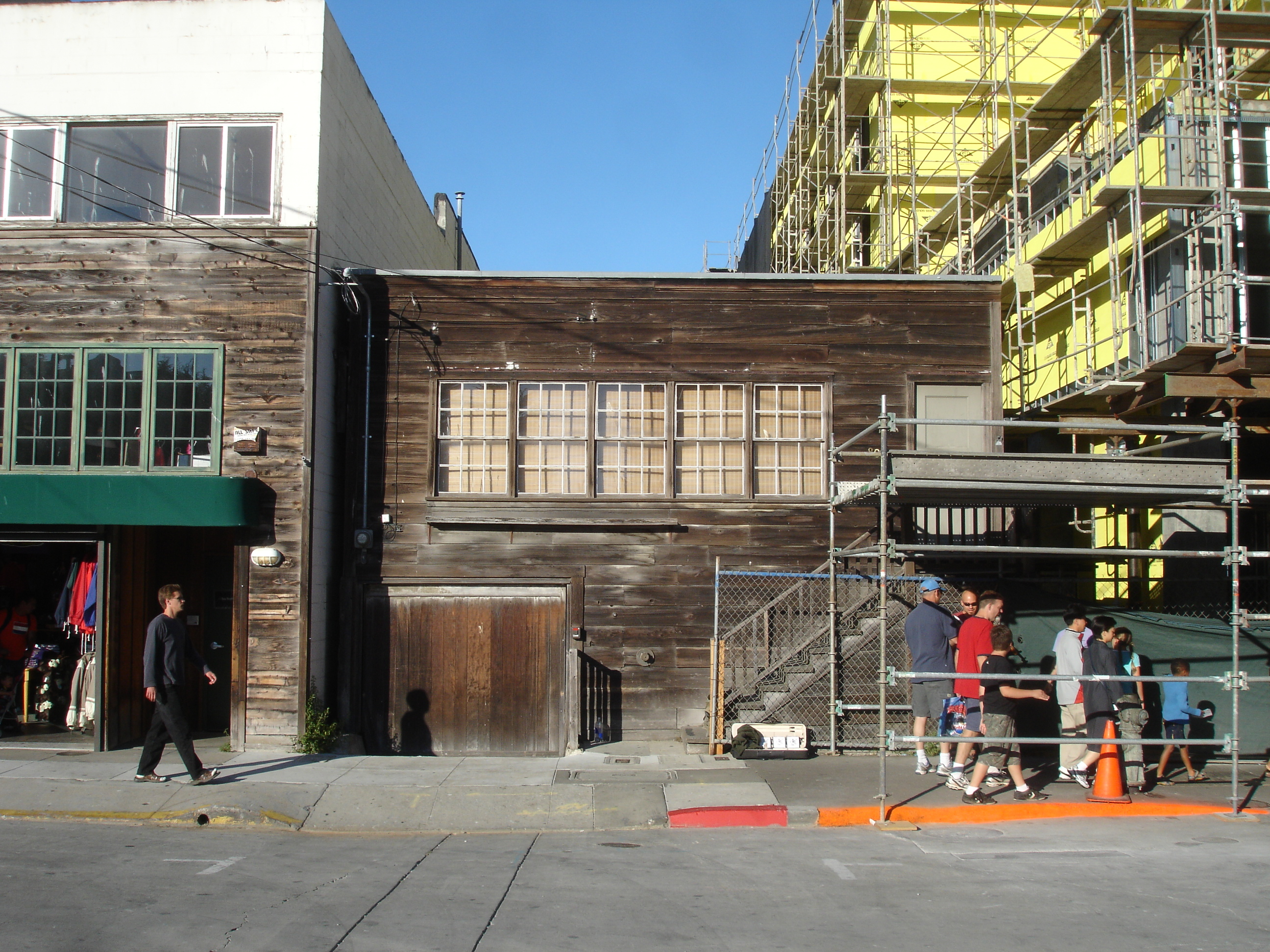
Ed Ricketts’ Laboratorium in der Cannery Row, Monterey

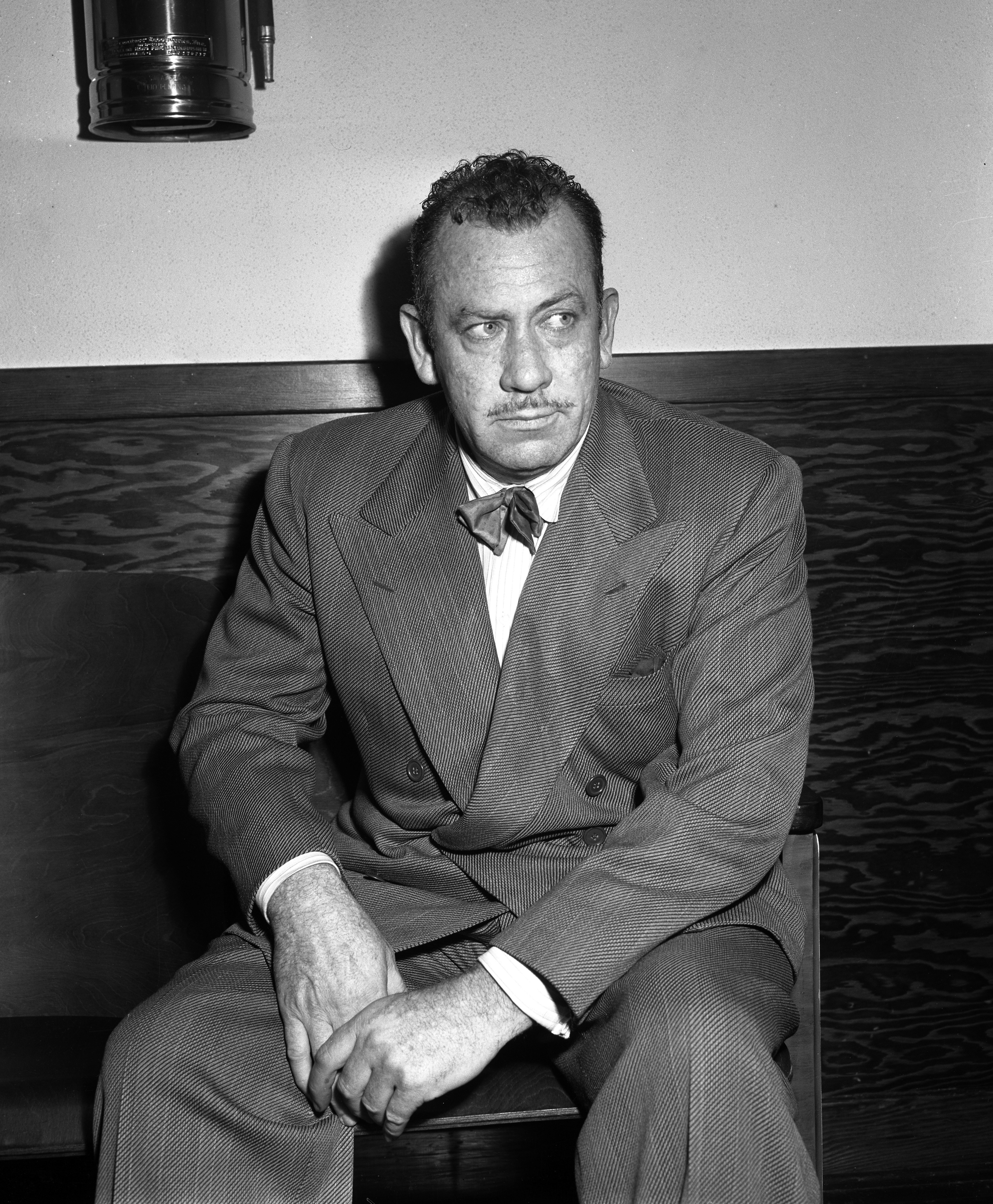
John Steinbeck (1949)

1944 zog Steinbeck mit seiner Frau und dem älteren Sohn Thomas – der zweite, John IV., kam 1946 zur Welt – wieder nach Monterey. Bereits 1930 hatte er sich dort mit dem Meeresbiologen Ed Ricketts angefreundet, der ihm die ökologischen Zusammenhänge des Lebens vor Augen führte und große Bedeutung für seine Sicht der Welt gewann. Mit der Figur des Doc setzte ihm Steinbeck 1945 in dem Roman Cannery Row (dt. Die Straße der Ölsardinen) und 1947 in dessen Fortsetzung Sweet Thursday (dt. Wonniger Donnerstag) ein literarisches Denkmal. Ein drittes Mal erscheint Doc in dem Bericht über ihre gemeinsame Reise nach Baja California in Mexiko, The Log from the Sea of Cortez (dt. Logbuch des Lebens). Steinbeck fiel es nach 1945 zunehmend schwer, an die Erfolge der Vorkriegszeit anzuknüpfen. Viele Kritiker wollten in Cannery Row und Sweet Thursday nur Variationen des Themas von Tortilla Flat sehen.
Den Nürnberger Prozess gegen die Hauptkriegsverbrecher vor dem Internationalen Militärgerichtshof verfolgte Steinbeck 1945 von der Pressetribüne aus. 1947 reiste er mit seiner Frau durch Skandinavien und Frankreich. Nach einem erneuten Besuch der Sowjetunion 1947, diesmal mit dem Fotografen Robert Capa, entstand der Reisebericht A Russian Journal (dt. Russisches Tagebuch). Dem Tod seines langjährigen Freundes Ed Ricketts im Mai 1948 folgte im August die Trennung von Gwyn und die Scheidung noch im selben Jahr. 1949 begegnete Steinbeck der selbstbewussten Texanerin Elaine Anderson Scott, die als Theaterchefin am Broadway bekannt geworden und dann nach Hollywood gegangen war. 1950 heiratete er sie und zog mit ihr und ihrer Tochter erneut nach New York.
Es folgten unstete Jahre mit langen Reisen durch Nordafrika, Süd- und Westeuropa, bis Steinbeck 1952 noch einmal ein großer literarischer Wurf gelang: Der epische Roman East of Eden (dt. Jenseits von Eden) erzählt die Geschichte der Familien Trask und Hamilton vom Bürgerkrieg bis zum Ersten Weltkrieg. Im selben Jahr wurde auch der Film Viva Zapata! fertig, zu dem Steinbeck das Drehbuch geschrieben hatte: ein Film über den mexikanischen Revolutionshelden Emiliano Zapata, inszeniert von Elia Kazan mit Marlon Brando in der Titelrolle. Derselbe Regisseur verfilmte dann auch drei Jahre später Jenseits von Eden mit dem jungen James Dean.

### Die letzten Jahre

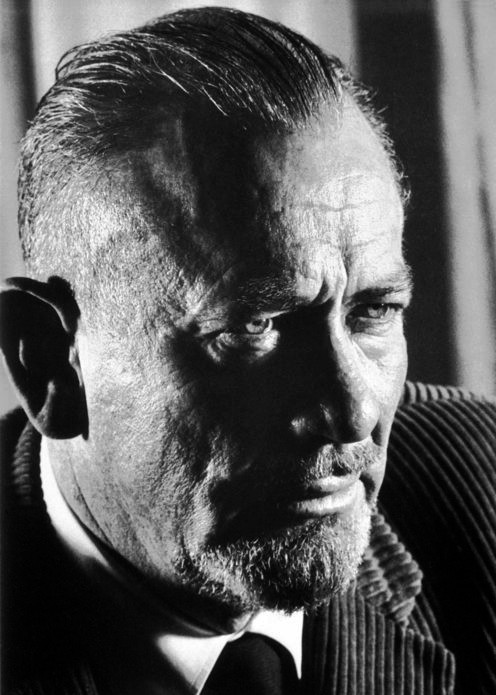
Steinbeck in Schweden vor der Verleihung Nobelpreises 1962

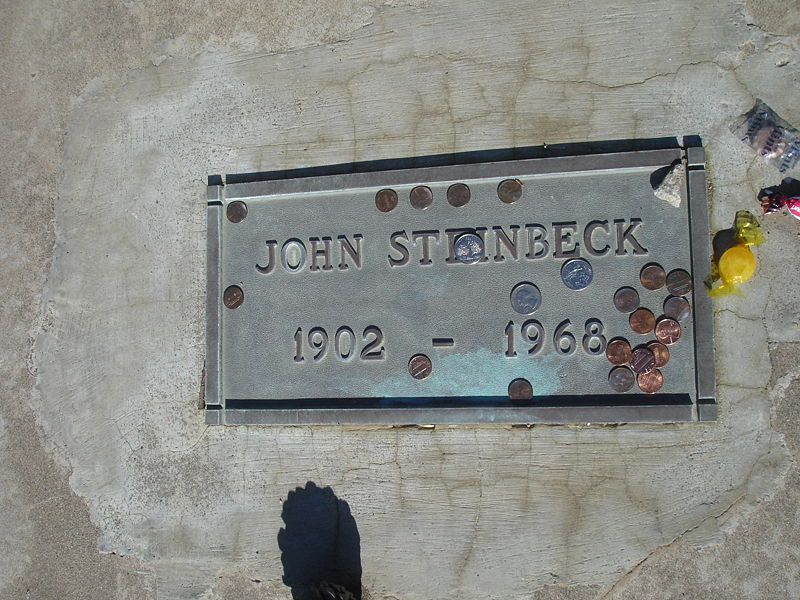
Steinbecks Grab in Salinas

1954 erhielt John Steinbeck die Freiheitsmedaille des US-Präsidenten (Medal of Freedom). Im selben Jahr erlitt er während einer Europareise einen ersten leichten Schlaganfall. Ende der 1950er Jahre lebten er und Elaine zeitweilig im englischen Somerset, wo er an einer modernen Fassung der Artussage arbeitete, The Acts of King Arthur and his noble Knights (dt. König Artus und die Heldentaten der Ritter seiner Tafelrunde), die unvollendet blieb.
Seine letzten Lebensjahre verbrachte Steinbeck – wenn das Wetter es zuließ – auf seinem abgelegenen und gut versteckten kleinen Fischeranwesen in Sag Harbor auf Long Island. Von dort aus startete er im Herbst 1960 mit einem zum Wohnmobil umgebauten Kleinlaster zu einer Rundreise durch die Vereinigten Staaten. Seinen Bericht über diese Reise, auf der er nur von seinem Pudel Charley begleitet wurde, veröffentlichte er 1961 als Artikelserie und 1962 als Buch unter dem Titel Travels with Charley: In Search of America (dt. Die Reise mit Charley: Auf der Suche nach Amerika). Steinbeck setzt sich darin u. a. kritisch mit der amerikanischen Gesellschaft auseinander – ähnlich wie 1966 in America and Americans (dt. Amerika und die Amerikaner). In Sag Harbor erreichte ihn 1962 die Nachricht von der Verleihung des Literatur-Nobelpreises, den er als sechster US-Amerikaner erhielt.
In den sechziger Jahren unterstützte er Präsident Lyndon B. Johnson wegen dessen Projekt einer sozial gerechteren „Great Society“. Die gesetzliche Aufhebung der Rassentrennung und eine verbesserte Sozialgesetzgebung waren Forderungen, für die Steinbeck seit den 1930er Jahren eingetreten war. Allerdings führte seine persönliche Freundschaft mit Johnson dazu, dass er zu den wenigen Intellektuellen der damaligen Zeit gehörte, die den Vietnamkrieg befürworteten. Deshalb kam es schließlich auch zu einem Zerwürfnis mit seinem Sohn John, der als Kriegsberichterstatter in Vietnam zum überzeugten Pazifisten geworden war.
1967 unternahm Steinbeck selbst eine Reise nach Vietnam, kehrte aber als kranker Mann zurück und war nicht mehr in der Lage zu schreiben. Anfang 1966 hatte er noch auf einer Reise nach Israel in Tel Aviv den frühen Wohnort seiner Großeltern besucht.
Am 20. Dezember 1968 erlag er im Alter von 66 Jahren in New York einem Herzversagen. Seine Asche wurde auf dem Friedhof seiner Heimatstadt Salinas beigesetzt.

## Zu Steinbecks Werk
John Steinbeck gehört zu den meistgelesenen amerikanischen Autoren des 20. Jahrhunderts innerhalb wie außerhalb der USA. Im Jahr 1962 erhielt er „für seine einmalige realistische und phantasievolle Erzählkunst, gekennzeichnet durch mitfühlenden Humor und sozialen Scharfsinn“ den Nobelpreis für Literatur. Richard Friebe schrieb im Tagesspiegel, Steinbeck habe die Biologie in die Weltliteratur eingeführt.
Seine Bücher Früchte des Zorns und Von Mäusen und Menschen wurden aufgrund ihres Stils und ihrer Wortwahl in den USA von konservativen Gruppen laut amerikanischem Bibliothekenverband American Library Association aus etlichen öffentlichen Bibliotheken entfernt. Die ALA führt sie auf ihrer Liste der in Nordamerika am häufigsten verbotenen Klassiker.

### Stil und Themen
Steinbeck pflegte einen naturalistischen und realistischen Stil, der aber auch Anklänge ans Phantastische nicht scheute. Seine Figuren sind oft Menschen am Rande der Gesellschaft, die er stets einfühlsam und voller Sympathie aus ihrer eigenen Sichtweise heraus schildert. Das Personal von Cannery Row etwa beschreibt Steinbeck so:

„Huren, Hurensöhne, Kuppler, Stromer und Spieler, mit einem Wort: Menschen. Man könnte mit gleichem Recht auch sagen: Heilige, Engel, Gläubige, Märtyrer – es kommt nur auf den Standpunkt an.“

Besonders in seinen frühen Werken setzt sich Steinbeck vehement für die Armen und Entrechteten, für Arbeitsmigranten, Landarbeiter und kleine Farmer ein. So ist beispielsweise Stürmische Ernte, im Vorgriff auf Früchte des Zorns, die eindringliche Schilderung eines Streiks armer Landarbeiter für höhere Löhne. Aber auch noch sein letzter, 1961 erschienener Roman Geld bringt Geld dreht sich um soziale Gegensätze, hier um die zwischen alteingesessenen angelsächsisch-protestantischen US-Amerikanern, deren Privilegien Steinbeck infrage stellt, und Einwanderern aus Südeuropa. Der Autor Tobias Carroll sieht in dem geschilderten Konflikt eine Vorahnung der nativistischen Wut, die 55 Jahre nach dem Erscheinen des Romans Donald Trump ins Weiße Haus bringen sollte.
Obwohl Steinbeck alles andere als ein dogmatischer Linker war, galt er in konservativen Kreisen der 1930er und 1940er Jahre als „Radikaler“. Später warfen ihm einige Kritiker dagegen vor, er schildere die Armen zu idealistisch und die Armut zu romantisch. Ein Vorwurf, der auf seinen ersten großen Roman aber keinesfalls zutrifft.

### Früchte des Zorns

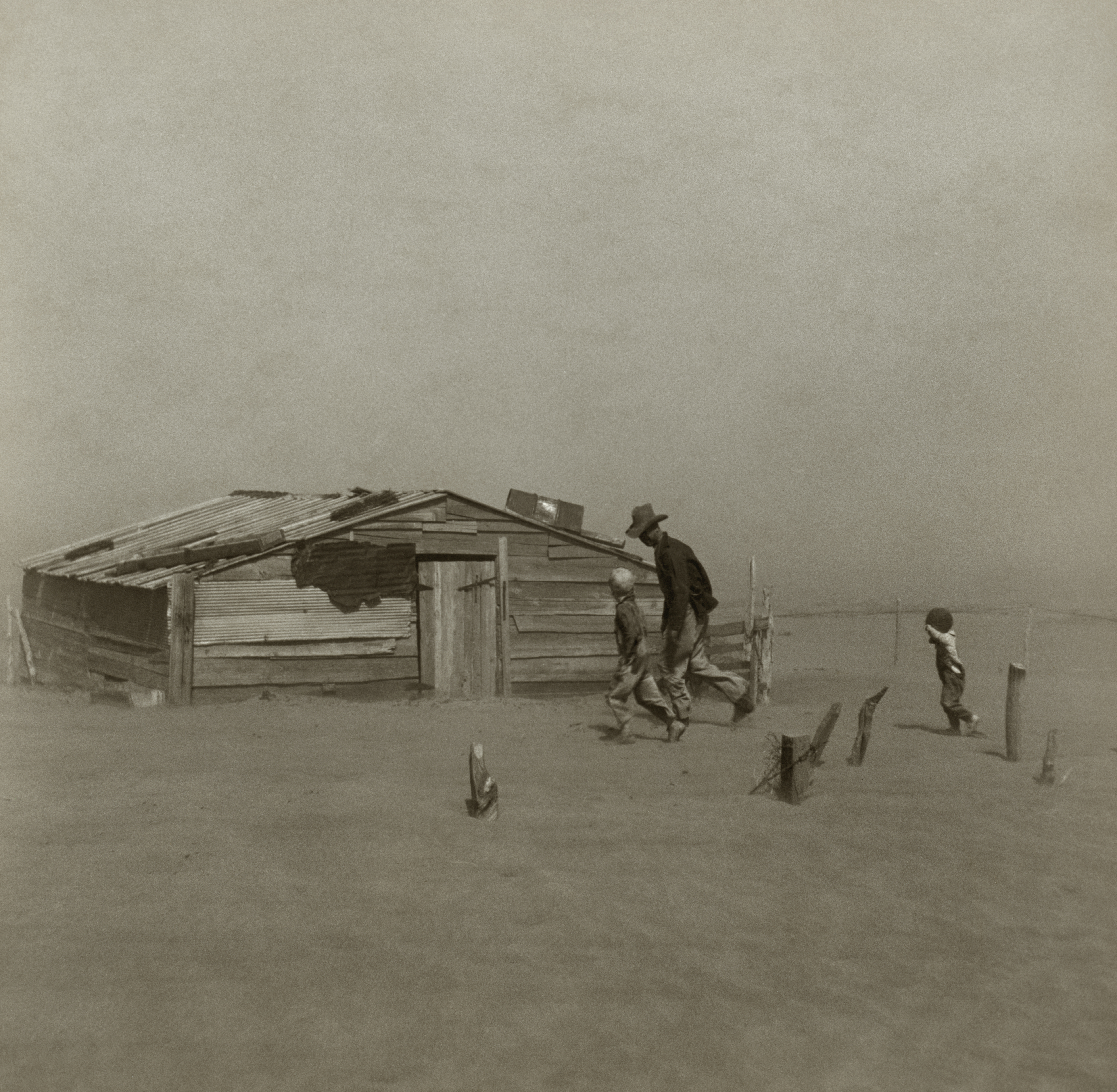
Steinbeck beschrieb in Früchte des Zorns das Schicksal entwurzelter Farmbewohner aus der Dust Bowl

Im Jahr 1938 schrieb Steinbeck im Auftrag der Zeitung The San Francisco News, eine Artikelserie über die Kleinbauern und Landarbeiter aus Oklahoma, die, nach einer mehrjährigen Dürre und Missernten entwurzelt und verarmt, in großer Zahl als Wanderarbeiter nach Kalifornien zogen. Basierend auf diesen Artikeln, die gesammelt unter dem Titel The Harvest Gypsies erschienen, entstand 1939 sein bedeutendster Roman: The Grapes of Wrath (dt. Früchte des Zorns).
Er schildert das Schicksal der Familie Joad aus der „Dust Bowl“ von Oklahoma, die ihre Farm an die Bank verliert und mit ihrer letzten Habe nach Kalifornien aufbricht, um sich dort als Erntehelfer auf Obstplantagen zu verdingen. Doch der Traum vom Aufbau einer neuen Existenz zerbricht an der Ausbeutung, der Fremdenfeindlichkeit und dem Mangel an Solidarität, denen die Joads überall begegnen. Aus Farmern werden Bettler. Verzweifelt versuchen die Joads gleichwohl, auch im Elend einen Rest menschlicher Würde zu bewahren. Der Roman, der wegen seiner Sozialkritik in Kalifornien zeitweise verboten war, wird heute zum Kanon der US-amerikanischen Literatur gerechnet und gehört an vielen Schulen und Universitäten zur Pflichtlektüre. Bereits ein Jahr nach seinem Erscheinen, 1940, wurde er von John Ford mit Henry Fonda in der Hauptrolle verfilmt.

### Jenseits von Eden
Gilt Früchte des Zorns als Steinbecks bedeutendster Roman, so ist  Jenseits von Eden sein beliebtester. In der  Familiensaga, die vom  Amerikanischen Bürgerkrieg bis zum Ersten Weltkrieg reicht, erscheinen nicht soziale Ungerechtigkeiten, sondern die Abgründe der menschlichen Seele selbst als Quelle allen Übels. Hauptperson des epischen Werks ist Adam Trask, der sich gegen Ende des 19. Jahrhunderts als reicher Farmer in Kalifornien niederlässt, dort aber von seiner Frau Cathy verlassen wird und seine Söhne allein aufziehen muss. An den gegensätzlichen Zwillingsbrüdern Caleb und Aron scheint sich fast zwangsläufig die alttestamentliche Geschichte von Kain und Abel zu wiederholen. Doch die Botschaft des Romans lautet, dass es kein vorbestimmtes Schicksal gibt und jeder Mensch die Freiheit der Wahl hat, sich moralisch oder unmoralisch, gut oder böse zu verhalten. Auf einer zweiten Erzählebene, die von den Hamiltons handelt, hat Steinbeck die Geschichte seiner eigenen Familie mütterlicherseits verarbeitet. – Elia Kazans Verfilmung von Jenseits von Eden, mit James Dean in der Rolle des Caleb, konzentriert sich ausschließlich auf die zweite Hälfte des Buchs und rückt anstelle von Adam Trask die Geschichte seiner beiden Söhne in den Mittelpunkt.

### Von Mäusen und Menschen
Neben den monumentalen Romanen erfreut sich insbesondere die Novelle Von Mäusen und Menschen aus dem Jahr 1937 großer Beliebtheit. Sie erzählt die Geschichte zweier Wanderarbeiter, des bärenstarken, geistig zurückgebliebenen, aber gutmütigen Lennie und seines Freundes George, der ihn beschützt. Ihr Traum von einem besseren Leben scheitert tragisch an der Realität und dem Unverständnis ihrer Mitmenschen. Die Novelle wurde bereits in ihrem Erscheinungsjahr für eine Bühnenaufführung am Broadway adaptiert und später mehrfach verfilmt, zuletzt 1992 mit Gary Sinise und John Malkovich in den Rollen von George und Lennie. 1970 verarbeitete der Komponist Carlisle Floyd den Stoff zu einer Oper.

### Die Straße der ÖlsardinenundWonniger Donnerstag

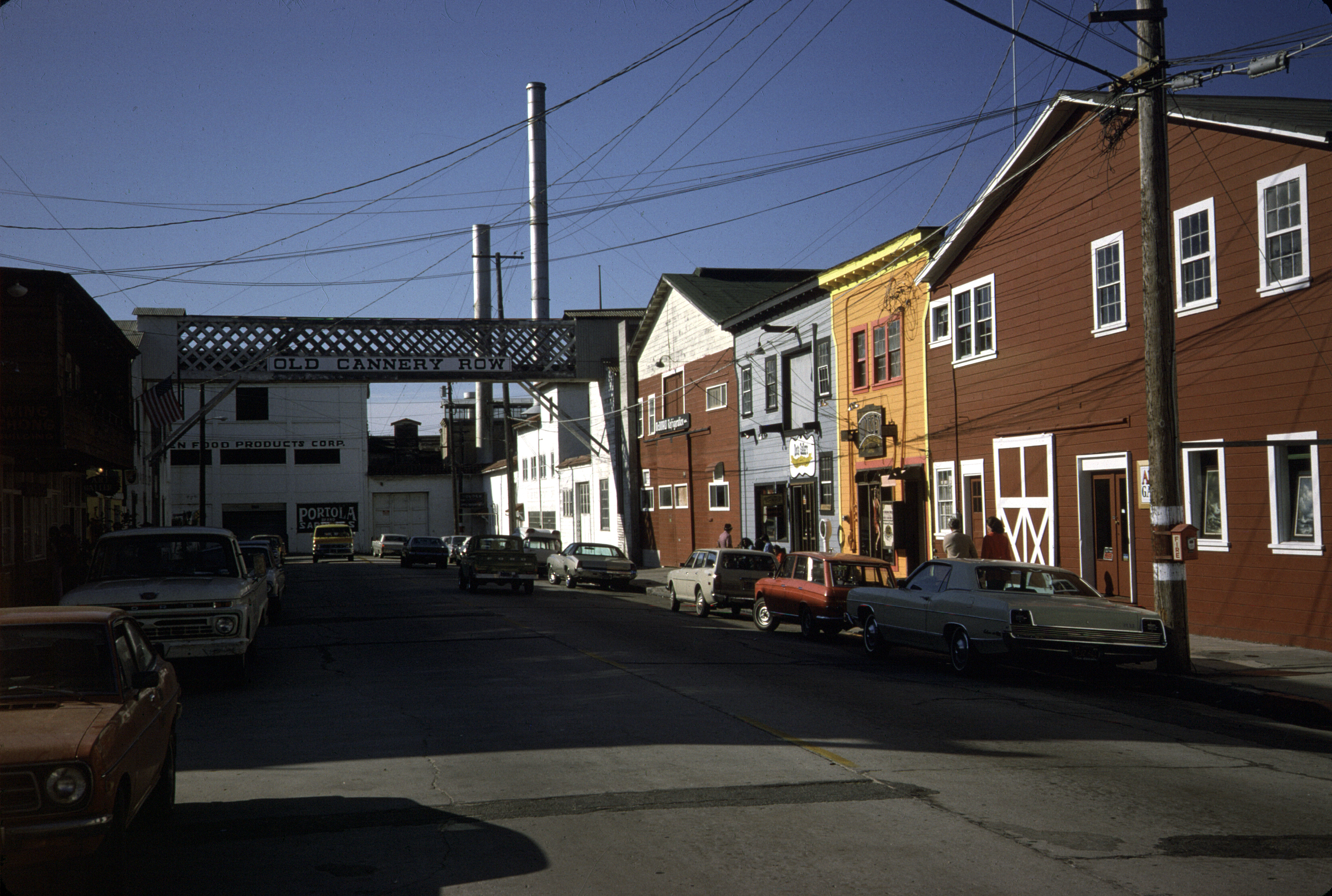
Die Cannery Row in Monterrey, 1977

Die Straße der Ölsardinen, 1945 veröffentlicht, gehört dagegen zu den fröhlichsten und optimistischsten Werken Steinbecks. Es ist seinem Freund Ed Ricketts gewidmet, dem Vorbild für Doc, die Hauptfigur des Romans. Steinbeck schildert darin die kleine Welt rund um die Straße der Sardinenfabriken, die Cannery Row, von Monterey in Kalifornien und die zunehmend irrwitzigen Versuche einer Gruppe liebenswerter Herumtreiber, Schnorrer und Lebenskünstler, ihrem Freund und Gönner Doc eine Party zu geben. 1982 wurde der Roman mit Nick Nolte in der Hauptrolle verfilmt. Dabei wurden auch Teile der Handlung des nachfolgenden Romans Wonniger Donnerstag mit einbezogen. Während Cannery Row in den 1930er Jahren zur Zeit der Großen Depression spielt, ist die Handlung von Sweet Thursday unmittelbar nach dem Ende des Zweiten Weltkriegs angesiedelt, als die Fischkonservenindustrie wegen Überfischung und Rückgang der Fangquoten im Niedergang war. Mack und die Jungs, die Protagonisten von Cannery Row, setzen nunmehr alles daran, Doc mit einer jungen Frau namens Suzy zu verkuppeln.

### Die Reise mit Charley

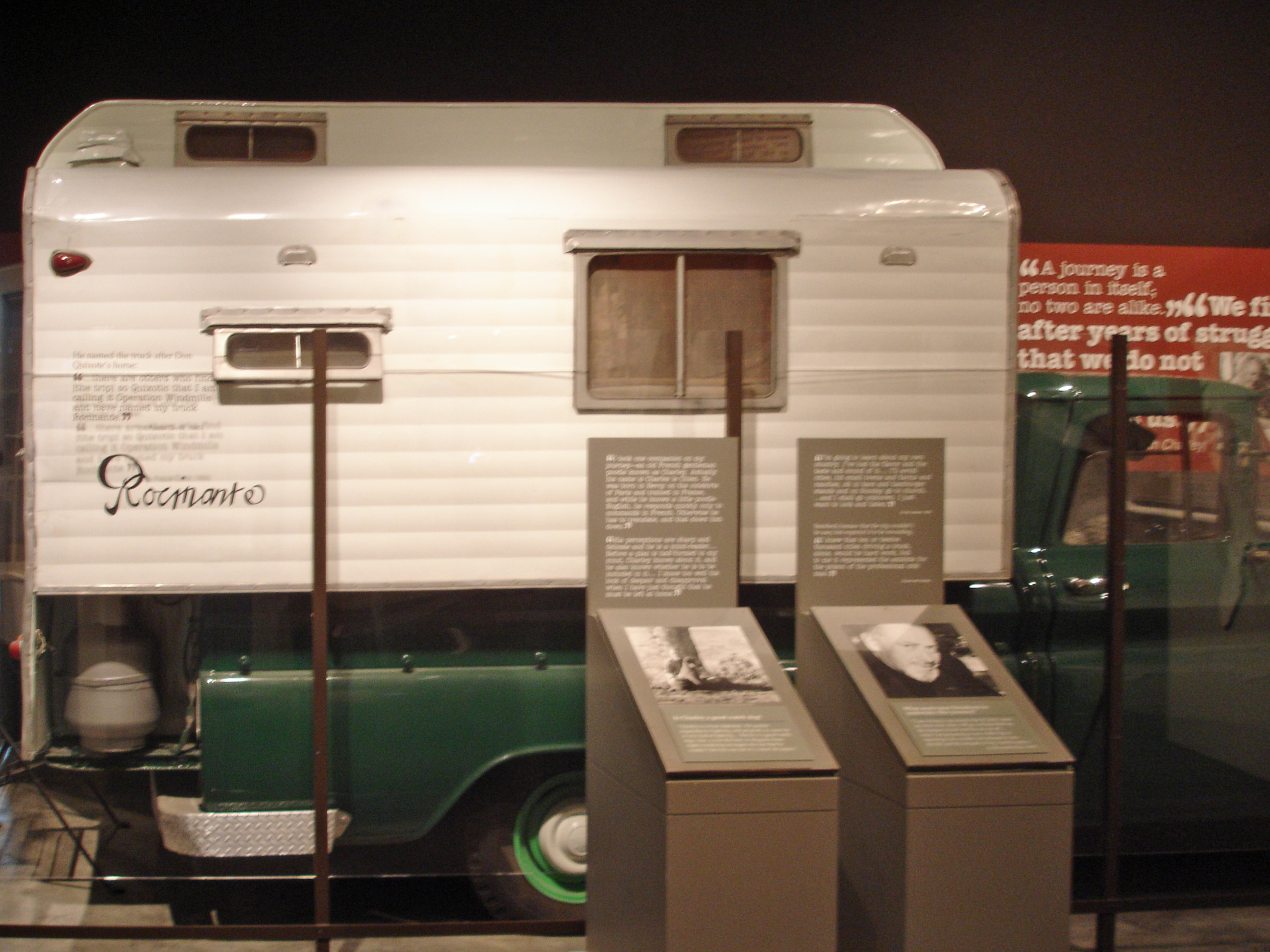
Steinbecks Gefährt „Rocinante“, ausgestellt im National Steinbeck Center, Salinas

Eine Sonderstellung in Steinbecks Werk nimmt das 1962 erschienene Buch Die Reise mit Charley ein, das sich durch seinen Untertitel Auf der Suche nach Amerika nicht nur als Reisebuch, sondern auch als eine Reflexion über Steinbecks Verhältnis zu Amerika ausweist. Nachdem er 1959 einen erneuten Schlaganfall erlitten hatte, der diesmal etwas ernster als der von 1954 war, verspürte er im Sommer 1960 das dringende Bedürfnis, sein eigenes Land noch einmal neu zu erkunden. So ließ er sich einen Kleinlaster zu einem praktischen Wohnmobil ausbauen und begab sich Ende September, begleitet nur von seinem zehn Jahre alten Pudel Charley, auf eine knapp drei Monate lange Reise rings um die Vereinigten Staaten: von Long Island nordostwärts bis zur Nordspitze von Maine, dann an der kanadischen Grenze entlang bis nach Seattle, die pazifische Küste südwärts bis in seine alte Heimat Salinas und Monterey, dann durch den Süden der USA zurück nach New York.
Die Begegnungen und Gespräche mit den Menschen, die er unterwegs traf, werden so lebendig geschildert, dass sie oft regelrechte kleine Kurzgeschichten ergeben, im Wechsel mit immer wieder eingeblendeten Reflexionen über Landschaft und Geschichte, Literatur und Politik. Steinbecks „Suche nach Amerika“ führt zwar zu keinem positiven Ergebnis, gegen Ende überwiegt sogar seine wachsende Sorge über die beobachteten politischen und gesellschaftlichen Tendenzen, aber trotz oder gerade wegen seiner Roadmovie-Struktur vermittelt das Buch ein facettenreiches Bild der USA zu Beginn der 1960er Jahre. Genau 50 Jahre später reiste der niederländische Autor Geert Mak auf Steinbecks Route durch die USA, um festzuhalten, wie sich das Land seit dessen Zeit verändert hatte. Das Gleiche tat 2007 die taz-Reporterin Bettina Gaus.

### Steinbeck als Ökologe und Vorläufer grünen Denkens
Schon als Jugendlicher hatte Steinbeck ein ausgeprägtes Gefühl für Natur und Umwelt als bestimmende Kräfte im Leben der Menschen. Als Student nahm er 1923 an einem Sommerkurs in Meeresbiologie teil, der ihm den Grundgedanken der Ökologie vermittelte, nach dem alle Teile der Natur, einschließlich des Menschen, organisch miteinander verbunden sind. In den Jahren nach dem Studium wanderte er oft monatelang allein durch die abgeschiedenen Wälder und Berge um den Lake Tahoe in Nordkalifornien, wo er ein Haus hütete.
In Monterey lernte er 1930 den Meeresbiologen Ed Ricketts kennen, der sein bester Freund und größter Lehrmeister in Fragen der Ökologie wurde und den er als „Doc“ in Cannery Row (dt. Die Straße der Ölsardinen) verewigte. Nach einer gemeinsamen Forschungsreise mit Ricketts nach Baja California in Mexiko schrieb Steinbeck das Reisetagebuch Sea of Cortez (dt. Das Logbuch des Lebens). Darin legt er das Grundprinzip der organischen Einheit allen Lebens dar und wendet es auf das Verhalten von Individuen und Gruppen in der Gesellschaft an.
Nach Steinbecks Überzeugung ist der Mensch nicht Herr der Natur, sondern ein Teil von ihr, neben Tieren, Pflanzen, Mineralien etc. In seinem Werk stellt er den Menschen oft als getriebenes, in seiner biologischen Körperlichkeit befangenes Wesen dar, dem es nicht gelingt, sich heroisch oder geistig über die Natur zu erheben. Er betrachtete ihn nicht als selbstbestimmtes Individuum, sondern als Glied eines ökologischen Ganzen.
Das zeigt sich besonders deutlich in Steinbecks spätem Buch Die Reise mit Charley. Zu dessen eindrucksvollsten Schilderungen gehören die von Naturphänomenen wie den Sequoia-Wäldern in Nordkalifornien oder der Mojave-Wüste. In dem Kapitel über die Wüste beschreibt er u. a., wie manche Lebewesen selbst in der lebensfeindlichsten Umwelt noch existieren können, und kommt zu folgendem Schluss:
„Wenn die anpassungsfähigste Form des Lebens, der Mensch, weiter so um ihr Überleben kämpft, wie sie es bisher getan hat, kann sie nicht nur sich selbst, sondern auch alles andere Leben auslöschen. Und wenn sich das abzeichnen sollte, könnten unwirtliche Gegenden wie die Wüste die strenge Mutter der Wiederbevölkerung werden. Denn die Wüstenbewohner sind gut trainiert und gut gerüstet gegen Verödung. Sogar unsere eigene irregeleitete Spezies könnte aus der Wüste neu erstehen. Der einsame Mann und seine sonnengegerbte Frau, die sich an einem unfruchtbaren, unwirtlichen Ort in den Schatten drücken, könnten zusammen mit ihren Waffenbrüdern – dem Kojoten, dem Jackrabbit, dem Leguan, der Klapperschlange sowie einem Heer von armierten Insekten –, all diese trainierten und erprobten Fragmente des Lebens könnten sehr wohl die letzte Hoffnung des Lebens gegen das Nichtleben sein. Die Wüste hat schon andere Wunder hervorgebracht.“

## Werke

### Romane und Erzählungen
- Cup of Gold: A Life of Sir Henry Morgan, Buccaneer, With Occasional Reference to History, 1932 (dt. Eine Handvoll Gold, übersetzt von Hans B. Wagenseil, Kurt Desch, München 1953)
- The Pastures of Heaven, 1932 (dt. Das Tal des Himmels, übers. v. Hans-Ulrich Staub, Arche, Zürich 1954)
- To A God Unknown, 1933 (dt. Der fremde Gott, übers. v. Hans B. Wagenseil, Unionsverlag, Zürich 1954)
- Tortilla Flat, 1935 (dt. Tortilla Flat, übers. v. Elisabeth Rotten, Steinberg Verlag, Zürich 1944)
- In Dubious Battle, 1936 (dt. Stürmische Ernte, übers. v. Alfred Kuoni, Ullstein, Frankfurt a. M./Berlin 1955)
- Of Mice and Men, 1937 (dt. Von Mäusen und Menschen, übers. v. Elisabeth Rotten, Humanitas Verlag, Zürich 1940; neu übers. v. Mirjam Pressler, dtv, München 2002)
- The Long Valley, 1938 (dt. Der rote Pony und andere Erzählungen, übers. v. Rudolf Frank, Steinberg Verlag, Zürich 1945)
- The Grapes of Wrath, 1939 (deutschsprachige Erstausgabe Früchte des Zornes, übers. v. Klaus Lambrecht, Humanitas Verlag, Zürich 1940, revidiert Zsolnay Verlag, Wien 1993).
- The Moon Is Down, 1942 (dt. Der Mond ging unter, übers. v. Anna Katharina Rehmann-Salten, Humanitas, Zürich 1943)
- Cannery Row, 1945 (dt. Die Straße der Ölsardinen, übers. v. Rudolf Frank, Humanitas, Zürich 1946)
- The Wayward Bus, Roman, 1947 (dt. Autobus auf Seitenwegen, übers. v. Rose Richter, Diana Verlag, Konstanz/Stuttgart 1948)
- The Pearl, 1947 (dt. Die Perle, übers. v. Felix Horst, Diana Verlag, Zürich 1949)
- Burning Bright, Novelle, 1950 (dt. Die wilde Flamme, übers. v. Ilse Krämer, Humanitas, Zürich 1952)
- East of Eden, 1952 (dt. Jenseits von Eden, übers. v. Harry Kahn, Diana, Zürich 1953)
- Sweet Thursday, 1954 (dt. Wonniger Donnerstag, übers. v. Harry Kahn, Diana, Zürich 1956)
- The Short Reign of Pippin IV: A Fabrication, 1957 (deutschsprachige EA Lasst uns König spielen, übers. v. Harry Kahn, Diana, Zürich 1958)
- The Winter of Our Discontent, Roman, 1961 (dt. EA Geld bringt Geld, übers. v. Harry Kahn, Diana, Zürich 1962; Neuausgabe Der Winter unseres Missvergnügens, übers. v. Bernhard Robben, Manesse, München 2018)[23]
- The Acts of King Arthur and His Noble Knights, From the Winchester Manuscripts of Malory and Others, 1976 (dt. König Artus und die Heldentaten der Ritter seiner Tafelrunde, übers. v. John u. Christian Spiel, Diana, Zürich 1987)

### Journalistische und essayistische Schriften
- The Harvest Gypsies: On the Road to the Grapes of Wrath (Reportagen, 1936), 1988, ISBN 978-0-8095-4963-4 (dt. Erntezigeuner: Unterwegs zu den Früchten des Zorns, übers. v. Wolfgang Astelbauer, Folio Verlag, Wien/Bozen 1997)
- Sea of Cortez: A Leisurely Journal of Travel and Research, mit Ed Ricketts, 1941
- Bombs Away: The Story of a Bomber Team, 1942
- A Russian Journal, 1948 mit Robert Capa (dt.: Russische Reise, übers. v. Susann Urban, Edition Büchergilde, Frankfurt a. M./Wien/Zürich 2011, ISBN 978-3-7632-6398-1)
- The Log from the Sea of Cortez, 1951 (dt. Logbuch des Lebens, übers. v. Rudolf Frank, Kindler, München 1963; neu übersetzt v. Henning Ahrens, Mare Verlag, Hamburg 2017, ISBN 978-3-86648-259-3)
- Once There Was A War, 1958 (dt. An den Pforten der Hölle, übers. v. Hans Jürgen Jacobs, dtv, München 1989)
- Travels With Charley: In Search of America, 1962 (dt. Meine Reise mit Charley, übers. v. Iris u. Rolf Hellmut Foerster, Zsolnay, Wien 1962; neu übersetzt u.d.T. Die Reise mit Charley: Auf der Suche nach Amerika, aus dem Engl. und mit einem Nachwort von Burkhart Kroeber, Zsolnay, Wien 2002; dtv, München 2007)
- America and Americans, 1966 (dt. Amerika und die Amerikaner, übers. v. Liselotte Moser u. Roswitha Plancherel-Walter, Bucher, München 1966)
- Journal of a Novel: The East of Eden Letters, 1969 (dt. Tagebuch eines Romans, übers. v. Fritz Güttinger, Diana, Konstanz 1970)
- Working Days: The Journal of „The Grapes of Wrath“ (1938–41), 1988

### Drehbücher
- 1941: The Forgotten Village (Dokumentarfilm)
- 1943: Lifeboat (dt. Das Rettungsboot) – Regie: Alfred Hitchcock
- 1947: The Pearl (dt. Mexikanische Romanze) – Regie: Emilio Fernández
- 1949: The Red Pony (dt. Gabilan, mein bester Freund) – Regie: Lewis Milestone
- 1952: Viva Zapata! (dt. ebenso) – Regie: Elia Kazan
- 1952: O’Henry’s Full House (dt. Vier Perlen)

## Verfilmungen
- 1939: Of Mice and Men (dt. Von Mäusen und Menschen) – Regie: Lewis Milestone
- 1940: The Grapes of Wrath (dt. Früchte des Zorns) – Regie: John Ford
- 1947: La Perla (dt. Mexikanische Romanze) – Regie: Emilio Fernández
- 1949: The Red Pony (dt.: Gabilan, mein bester Freund) – Regie: Lewis Milestone (Steinbeck schrieb selbst das Drehbuch)
- 1955: East of Eden (dt. Jenseits von Eden) – Regie: Elia Kazan
- 1957: The Wayward Bus (dt. Wo alle Straßen enden) – Regie: Victor Vicas
- 1973: The Red Pony (dt. Das letzte Wort hat Tilby) – Regie: Robert Totten
- 1981: Cannery Row (dt. ebenso) – Regie: David S. Ward
- 1981: East of Eden (sechsteilige TV-Serie) – Regie: Harvey Hart
- 1992: Of Mice and Men (dt. Von Mäusen und Menschen) – Regie: Gary Sinise
- 2012: Best Laid Plans (dt. ebenso), eine freie Adaption von Of Mice and Men – Regie: David Blair
- 2016: In Dubious Battle (dt. Stürmische Ernte) – Regie: James Franco

## Oscar-Nominierungen
Steinbeck war für seine Arbeit als Drehbuchautor drei Mal für den Oscar nominiert, davon zwei Mal in der Kategorie Beste Originalgeschichte und einmal für das Beste Originaldrehbuch:
- Oscarverleihung 1945: Das Rettungsboot
- Oscarverleihung 1946: A Medal for Benny, gemeinsam mit Jack Wagner
- Oscarverleihung 1953: Viva Zapata!

## Sekundärliteratur
- Jackson J. Benson: The True Adventures of John Steinbeck, Writer. Viking Press, New York 1984; Penguin Books 1990, ISBN 0-14-014417-X.
- Jay Parini: John Steinbeck. A Biography. Minerva, London 1994, Holt, New York 1995, ISBN 0-8050-1673-2
- Annette Pehnt: John Steinbeck. dtv, München 1998, ISBN 3-423-31010-3, (= dtv 31010 – dtv Portrait).
- Evelyn Runge: John Steinbeck, Dorothea Lange und die Große Depression. Sozialkritik in Literatur und Fotografie. M-Press, München 2006, ISBN 3-89975-579-0 (Zugleich Diplomarbeit an der Universität München 2006).
- William Souder: Mad at the world : a life of John Steinbeck, New York, NY : W. W. Norton & Company, [2020], ISBN 978-0-393-29226-8

## Dokumentarfilme
- An Impression of John Steinbeck: Writer, Dokumentarkurzfilm, USA, 1969, 22 Min., geschrieben, produziert und inszenierte von Donald Wrye.
- Die große Literatour. John Steinbecks USA. Dokumentarfilm, Deutschland, 2016, 59 Min., Buch: Hartmut Kasper, Regie: Jascha Hannover, André Schäfer, Produktion: Florianfilm, MDR, RB, rbb, SWR, WDR, arte, Reihe: Die große Literatour, Erstsendung: 5. April 2017 bei arte, Inhaltsangabe von arte mit Kurzvideos.